# Taiwan Open
Het Taiwan Open was het nationale golftoernooi van Taiwan. Het werd ook wel het Republic of China Open genoemd of kortweg het ROC Open. 
De eerste editie was in 1965 en de laatste in 2006. Vanaf 1999 telde het mee voor de Aziatische PGA Tour. In 2000 werd ook de Taiwan Masters aan de agenda van de Aziatische Tour toegevoegd.

## Winnaars
| - 1965: Hsu Chi-san - 1966: Lu Liang-huan - 1967: Hsieh Yung-yo - 1968: Hsieh Yung-yo - 1969: Hideyo Sugimoto - 1970: Chang Chung-fa - 1971: Chang Chung-fa - 1972: Haruo Yasuda - 1973: Eleuterio Nival - 1974: Kuo Chie-hsiung - 1975: Kuo Chie-hsiung - 1976: Hsu Chi-san - 1977: Hsieh Min-nan - 1978: Hsieh Min-nan | - 1979: Lu Liang-huan - 1980: Kuo Chie-hsiung - 1981: Ho Ming-chung - 1982: Tze-Ming Chen - 1983: Lu Liang-huan - 1984: John Jacobs - 1985: Lu Liang-huan - 1986: Lu Hsi-chuen - 1987: Mark Aebli - 1988: Carlos Espinosa - 1989: Lu Chien-soon - 1990: Frankie Miñoza - 1991: John Jacobs - 1992: Lin Chie-hsiang | - 1993: Lin Chie-hsiang - 1994: Hong Chia-yuh - 1995: Daniel Chopra - 1996: Hong Chia-yuh - 1997: Tsai Chi-huang - 1998: Lu Chien-soon - 1999: Kang Wook-soon - 2000: Vijay Singh - 2001: Andrew Pitts - 2002: Danny Chia - 2003: Jason Dawes - 2004: Charlie Wi - 2005: Thaworn Wiratchant - 2006: Lin Wen-tang |